# Astragalus adulterinus
Astragalus adulterinus är en ärtväxtart som beskrevs av Dieter Podlech. Astragalus adulterinus ingår i släktet vedlar, och familjen ärtväxter. Inga underarter finns listade i Catalogue of Life.